# Калзан
Калзан (фр. Calzan) насеље је и општина у јужној Француској у региону Миди Пирене, у департману Арјеж која припада префектури Памје.
По подацима из 2011. године у општини је живело 25 становника, а густина насељености је износила 6,27 становника/km². Општина се простире на површини од 3,99 km². Налази се на средњој надморској висини од 250 метара (максималној 631 m, а минималној 318 m).

## Демографија
| 1962. | 1968. | 1975. | 1982. | 1990. | 1999. | 2011. |
| ----- | ----- | ----- | ----- | ----- | ----- | ----- |
| 35    | 37    | 30    | 32    | 25    | 25    | 25    |

График промене броја становника у току последњих година